# 瓦倫薩 (里約熱內盧州)

瓦倫薩

瓦倫薩（葡萄牙語：Valença），是巴西的城鎮，位於該國東南部，由里約熱內盧州負責管轄，始建於1823年，面積1,305平方公里，海拔高度560米，2010年人口71,843，人口密度每平方公里55.06人。
22°14′45″S 43°42′00″W / 22.24583°S 43.70000°W